# Sabien Lahaye-Battheu
Sabien Agnes Yvonne Lahaye-Battheu (Poperinge, 5 augustus 1967) is een Belgische politica voor de Open Vld.

## Levensloop
Lahaye-Battheu vervolledigde haar middelbare studies in het Sint-Franciscusinstituut te Poperinge, waarna ze in 1990 promoveerde tot licentiaat in de rechten aan de Katholieke Universiteit Leuven. Ze opende haar eigen advocatenkantoor in Poperinge en was van 1990 tot 1993 medewerker op een advocatenbureau in Wervik. Van 1994 tot 1996 was ze voorzitter van de Conferentie van de Jonge Balie in Ieper. Als advocate specialiseerde ze zich in personen- en familierecht.
Ze begon haar politieke carrière als OCMW-voorzitter in Poperinge, een mandaat dat ze uitoefende tussen 2001 en 2003. Sinds januari 2007 is Lahaye-Battheu gemeenteraadslid van de stad, waar ze tevens fractieleider werd voor haar partij. Van 2000 tot 2003 was ze eveneens provincieraadslid van West-Vlaanderen.
Bij de federale verkiezingen van juni 2003 werd ze verkozen in de Kamer van volksvertegenwoordigers, waar ze bleef zetelen tot in 2018. In de Kamer werd ze actief in de commissies Sociale Zaken en Justitie. Van 2007 tot 2011 was Lahaye-Battheu er ondervoorzitter van de commissie Justitie en van 2011 tot 2014 voorzitter van de commissie Infrastructuur, Verkeer en Overheidsbedrijven. Na de verkiezingen van 2014 nam ze zitting in de commissies Binnenlandse Zaken en Infrastructuur. 
Bij de lokale verkiezingen van oktober 2018 werd Lahaye-Battheu opnieuw verkozen tot provincieraadslid in West-Vlaanderen. Haar partij werd opgenomen in het nieuwe provinciebestuur en Lahaye-Battheu werd daarin aangesteld als gedeputeerde voor Toerisme en Ruimtelijke Ordening. Als gevolg hiervan verliet ze de nationale politiek. In oktober 2024 werd ze herkozen als provincieraadslid. Omdat Open Vld naar de oppositie werd verwezen, kon Lahaye-Battheu haar mandaat als gedeputeerde niet verlengen, dat in december 2024 afliep.

## Privé
Ze is gehuwd en heeft drie kinderen.